# 合同相对性
合同的相对性(英：Privity of contract）是指有效成立的合同仅仅对通过意思表示接受合同约束的合同双方有约束力，而对合同第三人一般没有约束力。一般认为，合同相对性起源于罗马法中的债的相对性，在罗马法中，债（obligation）这个词，有时也称为“法锁”（juris vinelum）。所谓法锁或法律上的锁链，即指债的关系是债权人和债务人之间的法律关系，而不涉及特定的当事人之外的第三人。相比较于作为对世权的物权，债权也被称之为‘对人权’。
合同相对性也是作为现代民法基石的意思自治原则的具体体现。